# Imperi Lunda
L'Imperi lunda va ser una confederació de petits països i un imperi comercial que va existir a la zona sud de l'actual República Democràtica del Congo, el nord-est d'Angola i el nord-oest de Zàmbia abans de la colonització europea d'Àfrica. Desenvolupat a partir d'un petit poblat, en 1680 ocupava 150.000 km², i el doble, 300.000, a mitjan segle xix.
A mitjan segle xix va ser envaït per l'ètnia chokwe, que va afeblir enormement el poder dels seus monarques, afavorint la descentralització i la divisió. En 1884 va ser repartit entre el Regne de Bèlgica, l'Imperi Britànic i el Regne de Portugal, els grans poders colonials d'aquesta regió africana. Després de la independència de les colònies africanes, els lunda van quedar dividits entre tres països, fruit de les diferents colònies europees.

## Regne lunda
L'Imperi lunda té el seu origen en un petit poblat lunda anomenat Gaand i governat per un cap o rei (Mwaanta en kilunda). Ilunga Tshibinda, un d'aquests mwaanta, va portar un període d'estabilitat en casar-se amb una princesa del sud i estar ocupat el veí imperi luba pel seu germà. El seu fill, que va expandir els territoris dels lunda de Gaand, va crear el títol de Mwanta Yaav, sent cap de caps.

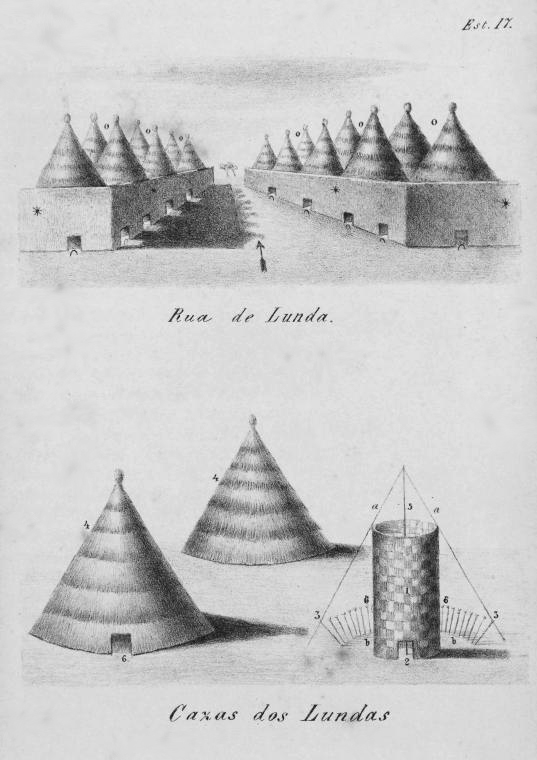
Cases lunda de 1854

## Imperi comercial
Pel 1700 els reis de Lunda van començar a dominar tota la conca alta del riu Kasai, degut en part al sorgiment de noves oportunitats comercials. Des de llavors, l'imperi no va deixar d'expandir-se fins a la tercera part del segle xix. Els caps de les tribus sotmeses per l'imperi pagaven tribut, fins i tot aquelles que es trobaven a dos mesos de viatge. Les seves quotes, comerç i viatges eren escrupolosament controlats pels funcionaris del mwanta yaav.

Lunda és mostrat a la meitat baixa del mapa en rosa.

Durant el segle xix es van succeir algunes curtes conteses successòries i regnats efímers, però en general va ser un segle tranquil, sobretot considerant els grans canvis que esdevenien a Àfrica a causa del colonialisme, i va coincidir amb els regnats de 3 grans mwanta yaav.

## Fi de l'imperi
Durant el tercer quart del segle xix es van produir una sèrie de canvis importants a la regió que va amenaçar l'ordre establert durant els segles precedents. Noves tribus i pobles es van traslladar i es van fer més poderosos, els àrabs i especialment els swahili van arribar des del nord i van buscar nous mercats, i els colonitzadors europeus van començar a penetrar a l'interior del continent africà. Tots aquests canvis van afectar l'estructura social, política i econòmica de l'Imperi lunda, que es va afeblir i va acabar per disgregar-se després de l'atac d'una ètnia, els chokwe, que havien establert un regne creixent al costat de les seves fronteres.

## Política
Al principi l'imperi no tenia una capital fixa. Ni tan sols aquestes eren ciutats. Cada mandatari manava muntar una sort de poblat anomenat musumba, on s'assentava amb la seva cort. Un dels seus governants va fixar un poblat i va manar construir carrers i una gran plaça per a funcions públiques. Hi vivien el mwanta yaav amb dues corts i els descendents d'aquells líders de clan que van formar inicialment l'imperi, que custodiaven al mwanta yaav. Una cort separada era la de la lukoukhesia (mare de la nació), que rebia fins i tot les seves pròpies visites i tributs. Una altra era la dels buròcrates, funcionaris escollits pel mwanta.
Aquest sistema va donar gran resultat, assegurant una llarga estabilitat en l'imperi fins i tot en la major part del segle xix, quan es van produir diverses migracions i l'arribada dels colonitzadors europeus. A més, els lunda estaven units per un fort sentit nacional arrelat en els seus costums i tradicions. També hi havia certa proximitat amb els mwanta yaav, els qui malgrat el seu poder visitaven les seves plantacions. Fins i tot, durant un temps, el Regne de Kazembe va haver de pagar-los tribut en mineral de coure.

## Economia
Una de les bases de l'economia lunda va ser l'agricultura, sense cap dubte el seu principal punt fort en els inicis de l'imperi. La mateixa capital estava situada enmig de plantacions, en un terreny propici i ric. Aquesta riquesa va permetre el desenvolupament sense fams dels petits poblats, la qual cosa evitava dissensions. Aviat es van aprofitar també de les mines de coure que hi havia al sud-est de l'Imperi, la vora del que es coneix per Cinturó del Coure. El coure es va utilitzar profusament en la artesania, especialment en unes figures en forma de creu que van anar àmpliament difoses. També convertien el coure en fils que s'enroscaven amb pèls d'elefant de manera que formaven braçalets.
Una altra matèria primera important que obtenien i amb la qual comerciaven era la sal. També van comerciar intensament amb esclaus. D'uns estudis realitzats entorn de 1850 es deriva que cada any almenys entre 2.000 i 3.000 esclaus eren venuts pels lundes, aproximadament un terç dels esclaus sortits d'Àfrica central.